# Diethylether
Diethylether oder Diäthyläther ist der wichtigste Vertreter der organisch-chemischen Stoffklasse der Ether. Deren Name ist eine Verallgemeinerung der 1730 eingeführten Bezeichnung Ether oder Äther für die hier behandelte Verbindung. Diese wurde aufgrund der Herstellung aus Ethanol und Schwefelsäure auch Schwefeläther (lat. Aether sulfuricus) genannt, wobei seit etwa 1800 bekannt ist, dass Diethylether keinen Schwefel enthält.
Diethylether bildet eine farblose, leichtbewegliche, süßlich riechende, brennend schmeckende, hochentzündliche Flüssigkeit. Diese ist sehr flüchtig und findet Verwendung als Lösungsmittel, als Reaktionsmedium, in der Medizin, als Rauschmittel und als Starthilfespray zum Anlassen von Verbrennungsmotoren.

## Geschichte
Angeblich soll der spanische Alchemist Raimundus Lullus erstmals Äther im 13. Jahrhundert beschrieben haben. Die erstmalige Herstellung unter der Bezeichnung „süßes Vitriol“ erfolgte möglicherweise durch den Arzt Valerius Cordus (1535) aus Umsetzung von Alkohol mit Schwefelsäure, wiederentdeckt um 1730 von August Sigmund Frobenius in London, der ihn als Spiritus vini aethereus bezeichnete, worauf der Name „Äther“ für das Narkose- und Lösungsmittel zurückgeht. Paracelsus soll, wie er 1540 schrieb, die betäubende Wirkung des Äthers im Tierversuch mit Hühnern erkannt haben. Mediziner wie James Currie oder Philippe Pinel empfahlen Ende des 18. Jahrhunderts Einatmungen von Äther bei Asthma oder Diphtherie. Auf sogenannten Ether frolics wurde Äther (wie auch Lachgas) von jungen Leuten zur Belustigung eingeatmet. Der erste Einsatz zur modernen Narkose bzw. Anästhesie erfolgte 1842 durch Crawford W. Long. Auch Horace Wells wandte bereits 1844 neben Lachgas auch Äther als Narkosemittel an. Berühmt wurden allerdings Charles Thomas Jackson als Entdecker und vor allem William Thomas Green Morton als Begründer der modernen Äthernarkose. Eine frühe deutsche Veröffentlichung zur Ätheranästhesie erfolgte durch Johann Friedrich Dieffenbach.

## Herstellung
Diethylether lässt sich aus Ethanol und konzentrierter Schwefelsäure unter Wasserabspaltung herstellen, wobei portionsweise der Alkohol zur Schwefelsäure gegeben und das Produkt destillativ aus dem Reaktionsgemisch abgetrennt wird. Bei dieser sauren Veretherung bildet sich erst Ethylschwefelsäure in einer Kondensationsreaktion:
{\displaystyle \mathrm {H_{3}C{-}CH_{2}{-}OH\!\ +\!\ HO{-}SO_{2}{-}OH} }
{\displaystyle \mathrm {\longrightarrow \!\ H_{3}C{-}CH_{2}{-}O{-}SO_{2}{-}OH+H_{2}O} }
Das Alkylsulfat setzt sich mit Ethanol zu Diethylether um, die Schwefelsäure wird wieder freigesetzt:
{\displaystyle \mathrm {H_{3}C{-}CH_{2}{-}O{-}SO_{2}{-}OH\!\ +\!\ H_{3}C{-}CH_{2}{-}OH} }
{\displaystyle \mathrm {\longrightarrow \!\ H_{3}C{-}CH_{2}{-}O{-}CH_{2}{-}CH_{3}\!\ +\!\ H_{2}SO_{4}} }
Hauptquelle für Diethylether ist heute die Synthese von Ethanol aus Ethen, bei der Diethylether als Nebenprodukt auftritt. Im ersten Schritt bildet sich auch hier Ethylschwefelsäure:
{\displaystyle \mathrm {H_{2}C{=}CH_{2}\!\ +\!\ H_{2}SO_{4}\!\ \longrightarrow \!\ H_{3}C{-}CH_{2}{-}O{-}SO_{2}{-}OH} }
Hydrolyse des Zwischenprodukts führt zu Ethanol, ein Teil des Ethanols reagiert – wie oben bei der Synthese aus Ethanol – mit Ethylschwefelsäure zu Diethylether.

## Eigenschaften

### Chemische und physikalische Eigenschaften
Diethylether ist bei Raumtemperatur eine farblose, leichtbewegliche, süßlich riechende, brennend schmeckende, leicht flüchtige und hochentzündliche Flüssigkeit, davon abgesehen aber sehr reaktionsträge. Seine Dämpfe sind schwerer als Luft. Durch Einwirkung von Licht in Anwesenheit von Luft-Sauerstoff bilden sich jedoch organische Peroxide, die leicht und explosionsartig zerfallen können. Darum wird Ether in dunklen Flaschen aufbewahrt. Um eine Ansammlung von Peroxiden zu vermeiden, kann Diethylether über Kaliumhydroxid gelagert werden. Die Peroxide bilden dann schwerlösliche Kaliumperoxide. Dennoch muss vor Verwendung (Destillation) auf das Vorhandensein von Peroxiden geprüft werden. Diese Peroxide können durch Schütteln mit einer 5%igen Eisen(II)-sulfatlösung in Wasser entfernt werden. Es wurde bereits vorgeschlagen, die Peroxidbildung durch die Zugabe von Naphtholen, Polyphenolen, aromatischen Aminen oder Aminophenolen vorzubeugen.

### Sicherheitstechnische Kenngrößen
Diethylether bildet leicht entzündliche Dampf-Luft-Gemische. Die Verbindung hat einen Flammpunkt von −40 °C. Der Explosionsbereich liegt zwischen 1,7 Vol.‑% (50 g/m³) als untere Explosionsgrenze (UEG) und 39,2 Vol.‑% (1210 g/m³) als obere Explosionsgrenze (OEG). Entsprechend der Dampfdruckfunktion ergibt sich ein unterer Explosionspunkt von −45 °C. Der maximale Explosionsdruck beträgt 10 bar. Die Grenzspaltweite wurde mit 0,87 mm bestimmt. Es resultiert damit eine Zuordnung in die Explosionsgruppe IIB. Mit einer Mindestzündenergie von 0,19 mJ sind Dampf-Luft-Gemische extrem zündfähig. Die Zündtemperatur beträgt 175 °C. Der Stoff fällt somit in die Temperaturklasse T4.

### Pharmakologische Eigenschaften
Das Einatmen der Dämpfe hat in kleinen Dosen eine betäubende Wirkung und macht müde und schläfrig. In hohen Konzentrationen wirkt Diethylether narkotisierend. Diethylether hat eine hohe Blut-/Gaslöslichkeit, was sowohl die Einleitung als auch die Erholung von der Narkose relativ langsam macht. Nebenwirkungen beim Einatmen sind Reizungen der Schleimhäute und Bronchien und Erbrechen, beim Trinken Magenschleimhautentzündung. Diese Nebenwirkungen verlangsamen die inhalative Aufnahme zusätzlich, was zu längeren Einleitungszeiten führt (15–25 Minuten bis zum Erreichen einer tiefen Narkose).
Reizwirkung und Geruchsbelästigung sind die kritischen Wirkungen von Diethylether in geringen Dosen. Bei 5-minütiger Exposition berichteten Probanden über nasale Reizwirkungen ab 200 ml/m3. Systemische Wirkungen (Schwindel) für den Menschen sollen ab 2000 ml/m3 zu erwarten sein. Als Anästhetikum werden beim Menschen Konzentrationen von 180.000 bis 200.000 ml/m3 zur Einleitung der Narkose und 19.200 ml/m3 als Erhaltungskonzentration verwendet.
Bei Inhalation wird Diethylether im Körper schnell resorbiert und zu ca. 90 Prozent über die Atemluft unverändert wieder ausgeschieden. Nicht ausgeschiedener Diethylether wird durch eine Cytochrom-P450-abhängige Monooxygenase zum Hydroxy-Diethylether und danach mithilfe einer Desalkylierung zu Ethanal und Ethanol umgesetzt.

## Verwendung

### Gebrauch in der Medizin
Diethylether wurde von John Collins Warren 1805 in Form der Ätherinhalation bei Patienten mit Lungenentzündung im Endstadium angewendet und war früher verbreitet als Stärkungsmittel (Hoffmannstropfen). Von Michael Faraday wurde 1818 die einschläfernde Wirkung des „Schwefeläthers“ beschrieben. Diethylether wurde seit 1846 (als Ätherdampf) auch routinemäßig als Inhalationsnarkotikum bei der Narkose im Rahmen chirurgischer Eingriffe eingesetzt. Die erste dokumentierte Äthernarkose führte, kurz nachdem William E. Clarke (* 1818) in Rochester/NY zur Behandlung eines kariösen Zahnes der Patientin Hobbie durch den Zahnarzt Elija Pope zur Zahnextraktion zum ersten Mal (vor 1842?) eine Äthernarkose durchgeführt hatte, Crawford Williamson Long am 30. März 1842 durch. (Veröffentlicht wurde diese Anwendung jedoch erst im Dezember 1849). Deshalb wird in den USA seit 1991 der 30. März jährlich als Doctor’s Day zelebriert. Wenige Jahre später wurde am 16. Oktober 1846 die erste öffentliche Äthernarkose von William Thomas Green Morton im Massachusetts General Hospital in Boston bei einer chirurgischen Operation ausgeführt. Morton hatte, einem Ratschlag von Charles Thomas Jackson, der Versuche mit Äther an Hunden und sich selbst gemacht hatte, folgend, bereits Ende September 1846 die Narkose mit Schwefeläther bei einem Patienten durchgeführt. Mit dem 16. Oktober 1846 (Ether Day genannter Beginn der Schwefeläthernarkose) verfügt die moderne Anästhesie über ein „offizielles Geburtsdatum“. Die Entdeckung der narkotisierenden Eigenschaften revolutionierte die Medizin und insbesondere die Chirurgie. Statt wie bisher nur unzureichend mit Spirituosen wie Whisky oder mit Opiaten betäubten Patienten, konnte man nun mit wesentlich mehr Zeit die besinnungslosen Patienten erheblich einfacher und vor allem ohne Schmerzen operieren.
Die ersten Äthernarkosen in Europa erfolgten in England, so am 19. Dezember 1846 in Liverpool durch den Zahnarzt James Robinson (angeregt von Francis Boott, in dessen Haus die Narkose erfolgte) und am 21. Dezember desselben Jahres in London durch den Chirurgen Robert Liston. Auf dem europäischen Kontinent wurde Diethylether erstmals, wenngleich mit unbefriedigendem Ergebnis, von Philibert Joseph Roux am 12. Januar 1847 in Paris verwendet. In Deutschland fand am 24. Januar 1847 am Leipziger Jakobsspital, und am selben Tag in der Chirurgischen Universitätsklinik Erlangen durch Johann Ferdinand Heyfelder, der bereits im März 1847 die erste umfangreiche Abhandlung im deutschsprachigen Raum über die Anwendung der Schwefeläthernarkose publizierte, erstmals die neue Narkoseform ihre klinische Anwendung. Von dem Würzburger chirurgischen Assistenzarzt und späteren Augenarzt Robert Ritter von Welz, der ebenfalls im Januar 1847 die Wirkungen des Äthers als Narkosemittel erforschte, wurde die Diethylether-Inhalation auch zur Dämpfung der Atemnot bei einem sterbenden Tuberkulosepatienten angewendet. Welz beschreibt das folgendermaßen: „Es gelang mir bei ihm, den Todeskampf, der aus Mangel an Luft sich zur furchtbarsten Angst gesteigert hatte, durch eine zwanzig Minuten lang fortgesetzte Aetherinhalation in einen heitern und schmerzlosen Zustand zu verwandeln. Der Sterbende wurde während dieser Inhalation nicht nur von keinem Husten befallen, sondern konnte im Gegentheil tiefere Inspirationen machen und den in den Bronchialstämmen rasselnden eitrigen Schleim wieder expektorieren. Bald darauf verschied er bei vollem Bewusstsein, aber von heiteren Bildern umgeben […].“ 1847 wurde Äther von dem Geburtshelfer Walter Channing (1786–1876) zur Behandlung von Krämpfen bei Schwangeren eingesetzt.
Eine einfache Apparatur zur Verabreichung des Äthers (Inhalator) hatte bereits Morton konstruiert. Für erste Äthernarkosen in Deutschland wurden „Blasenapparate“ (mit Schweine- oder Rinderblasen) mit kurzem Rohr und Mundstück verwendet, die aber wegen der Gefahr der mangelnden Sauerstoffzufuhr teilweise durch Ventilapparate, welche die Gabe eines Ätherdampf-Luft-Gemisches ermöglichten, ersetzt. Der leichtflüchtige Äther wurde dann auch – wie bei Robert Ritter von Welz beschrieben – über ein Inhaliersystem verabreicht, wobei der flüssige Äther von einem Schwamm aufgenommen wurde und dann über eine Schlauchleitung dem Patienten zugeführt wurde. Durch Bernhard Kroenig erfolgte um 1903 eine technische Verbesserung der Äther- und Chloroformnarkose mit dem Roth-Drägerschen Mischnarkoseapparat. Ab 1908 wurde von dem französischen Kinderchirurgen und Orthopäden Louis Ombrédanne (1871–1956) ein weiteres Narkosesystem eingeführt, dessen Weiterentwicklungen bis zur Entstehung geschlossener Narkose-Systeme – erstmals 1923 durch Ralph Milton Waters (1883–1979) – führten. Berliner Ärzte nutzten eine vereinfachte Technik, bei der dem Patienten ein Tuch oder Schwamm vorgehalten wurde. Die insbesondere aus hygienischen Gründen eingeführte Schimmelbusch-Maske, bei der Äther auf ein Tuch getropft wird, war eine weitere Möglichkeit, das Anästhetikum zuzuführen.
Ab etwa 1870 (in England) bzw. 1890 bis 1900 verdrängte Chloroform den Äther zunehmend als Narkosemittel. Im Jahr 1874 hatte T. G. Hake Forschungsergebnisse von Moritz Schiff veröffentlicht, die jedoch zeigten, dass Versuchstiere, die nach hohen Dosen von Äther bzw. Chloroform einen Herzstillstand erlitten, im Falle von Äther durch künstliche Beatmung wiederbelebt werden konnten, im Falle von Chloroform aber zusätzlich eine direkte Herzmassage dazu benötigten. Nach Tierversuchen hatte der Chirurg Victor Horsley um 1884 blutdruck- und hirndrucksteigernde Wirkungen von Äther festgestellt und zur Verwendung bei neurochirurgischen Operationen abgeraten. Aufgrund seiner langen Abklingzeit, häufiger, unangenehmer Nachwirkungen (u. a. Erbrechen, Unruhe) sowie der Explosionsgefahr (vor allem in Anwesenheit elektrischer Geräte) bei der Bildung von Äther-Luft-Gemischen wird Diethylether jedoch heute i. d. R. nicht mehr zur Narkose benutzt. Beispielsweise in den 1930er Jahren kam es in der Charité bei Benutzung eines Glühkauters zur Entzündung von Ätherdämpfen bei der Operation eines zwölfjährigen Jungen und dadurch auch zu einem Bersten einer Sauerstoffflasche, wobei der junge Patient getötet und mehrere Personen verletzt wurden. Jedoch war Äther noch bis zu Beginn der 1950er Jahre (in Kombination mit Sauerstoff und Lachgas) das Hauptnarkotikum bei (meist mit einem Barbiturat eingeleiteten) Narkosen, auch wenn die Operateure die Blutstillung wegen der Explosionsgefahr nicht mittels Elektrokoagulation durchführten, sondern Blutgefäße jeweils einzeln abbinden mussten.
Die von dem Würzburger Chirurgen Burkhardt um 1909 bis 1911 durchgeführte Gabe von Äther über die Venen zur Erzielung einer intravenösen Narkose wurde wieder verlassen.
Ein weiteres medizinisches Anwendungsgebiet des Diethylethers (als apolares Lösungsmittel) ist seine Funktion als Lösungsvermittler bei der Herstellung von Tinkturen etc., deren Wirkstoffe sich in polareren Lösungsmitteln wie Alkohol oder Glycerin nicht oder nur schwer lösen lassen, z. B. bei der Herstellung von Arningscher Tinktur.

### Verwendung in der Chemie
Diethylether ist aufgrund seiner geringen Reaktivität und seines großen Flüssigkeitsbereiches eines der wichtigsten Lösemittel in der präparativen Chemie. Besonders Reaktionen mit Metallorganylen wie Grignard-Verbindungen werden in wasserfreiem Ether durchgeführt. Auch zur Flüssig-Flüssig-Extraktion kann Diethylether verwendet werden. Die Verwendung als Lösemittel in industriellen Prozessen ist rückläufig. Inzwischen wird immer häufiger Methyl-tert-butylether (MTBE) verwendet, bei dem die Bildung explosiver Peroxide ausgeschlossen ist, der aber trotzdem sehr ähnliche Eigenschaften zeigt.

### Gebrauch als Rauschmittel
Diethylether wird auch als Rauschmittel konsumiert. Von Mitte bis Ende des 19. Jahrhunderts war Diethylether in Irland auf Grund hoher Alkoholpreise das am häufigsten verwendete Rauschmittel und wurde in Läden verkauft. Dabei wurde der Ether zusammen mit Wasser getrunken. Der Gebrauch von Diethylether sank ab 1890, als er als Gift eingestuft wurde und nur noch zum Verkauf an Chemiker oder Apotheker zugelassen wurde. Außer in Irland war das Ethertrinken auch in Schottland, Russland und Norwegen verbreitet. In Frankreich wurde Ether mit Cognac, in Michigan (USA) mit Whiskey getrunken.

### Weitere Anwendungen
Diethylether wird unter anderem als Starthilfespray zum Anlassen von Verbrennungsmotoren verwendet.

## Risikobewertung
Diethylether wurde 2017 von der EU gemäß der Verordnung (EG) Nr. 1907/2006 (REACH) im Rahmen der Stoffbewertung in den fortlaufenden Aktionsplan der Gemeinschaft (CoRAP) aufgenommen. Hierbei werden die Auswirkungen des Stoffs auf die menschliche Gesundheit bzw. die Umwelt neu bewertet und ggf. Folgemaßnahmen eingeleitet. Ursächlich für die Aufnahme von Diethylether waren die Besorgnisse bezüglich Verbraucherverwendung, Umweltexposition, hoher (aggregierter) Tonnage, anderer gefahrenbezogener Bedenken und weit verbreiteter Verwendung sowie der möglichen Gefahren durch krebsauslösende, mutagene und reproduktionstoxische Eigenschaften. Die Neubewertung soll ab 2020 von Frankreich durchgeführt werden.

## Historische Literatur
- Carl Binz: Der Äther gegen den Schmerz. Deutsche Verlagsanstalt, Stuttgart 1896.
- P. W. Ellsworth: The discoverer of the effects of sulfuric ether. In: Lancet, I. Band 10, 1847, S. 266 ff.
- Victor Nicolaus Kronser: Der Schwefel-Aether. Seine chemische Bereitung, Eigenschaft und Anwendung, nebst ausführlichem Berichte der ersten und interessantesten in Wien u. a. O. damit gemachten Versuche bei Operationen und in verschiedenen Krankheitsfällen, sowie über deren Verlauf und Nachbehandlung. Jasper, Hügel & Manz, Wien 1847 (urn:nbn:de:hbz:061:2-7479).
- Johann Ferdinand Heyfelder: Die Versuche mit dem Schwefeläther und die daraus gewonnenen Resultate in der chirurgischen Klinik zu Erlangen. Erlangen (mit Vorwort vom 10. März) 1847.
- Aloys Martin: Geschichte der Entdeckung und Ausbreitung des Aetherismus. In: Johann Andreas Buchner (Hrsg.): Repertorium für die Pharmacie. Band 96, 3. Heft (= 2. Reihe, Band 46). Johann Leonhard Schrag, Nürnberg 1847, S. 351–387, urn:nbn:de:bvb:12-bsb10288296-3.
- John Snow: A lecture on the inhalation of vapur of ether in surgical operations. In: Lancet, I. Band 22, 1847, S. 551 ff.
- Matthew Turner: An account of the extraordinary medical fluid, called aether. J. Wilkie, London, 1843. Volltext im Project Gutenberg